# Спиральный классификатор

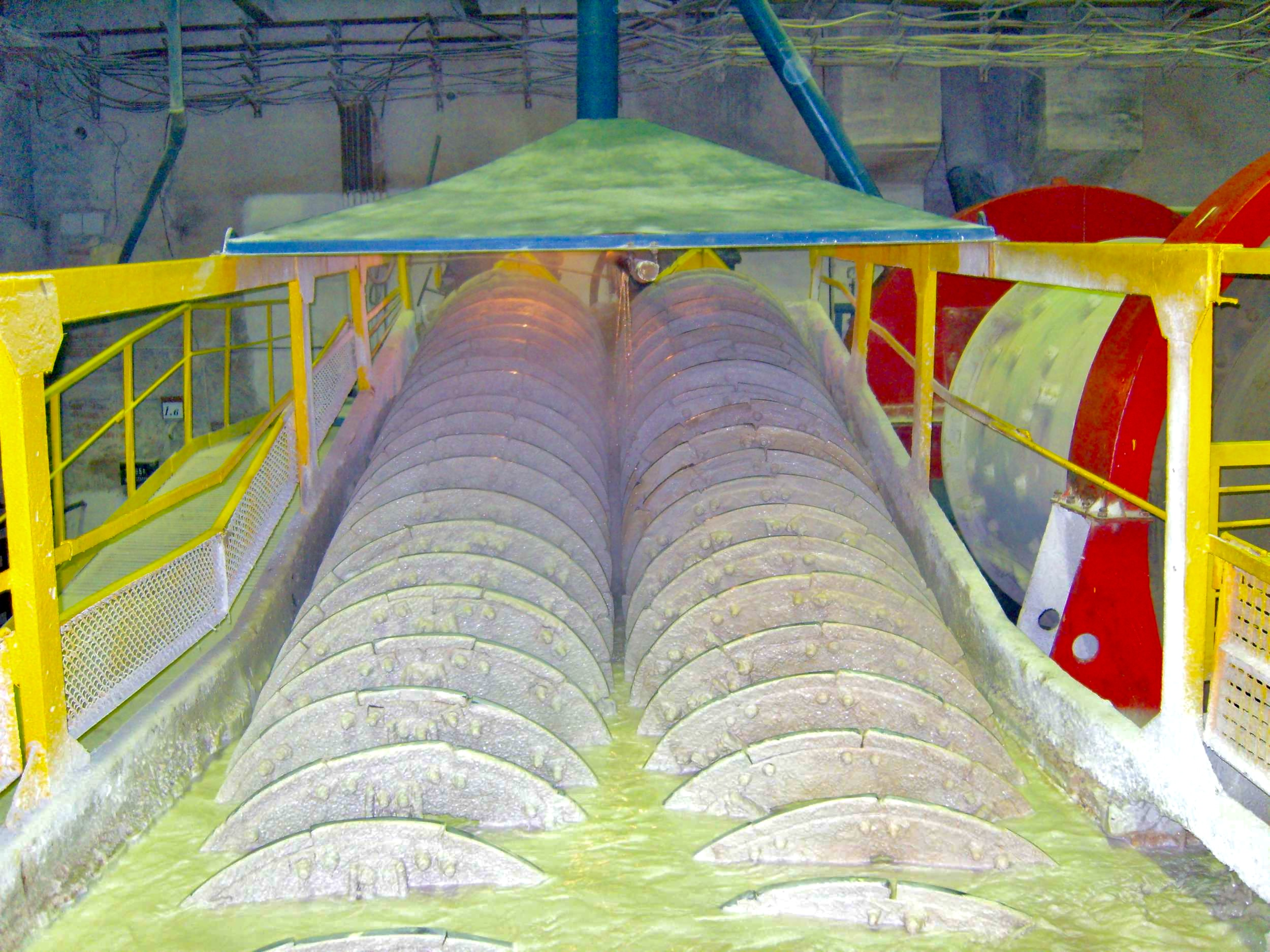
Двухвальный спиральный классификатор

Спира́льный классифика́тор — аппарат, в виде наклонного корыта, в которое помещены один или два вращающихся вала с насаженными на них ленточными спиралями, выполненными на винтовой линии, предназначенный для разделения по крупности тонкоизмельченного материала в водной среде при обогащении полезных ископаемых.
Применяется на обогатительных фабриках, где работает в замкнутом цикле с мельницей, также может применяться как транспортирующий и обезвоживающий аппарат.

## Характеристики
- Диаметр спирали — до 3000 мм
- Длина спирали — до 12 500 мм
- Частота вращения вала спирали — до 8,3 мин¯¹
- Мощность электродвигателя привода спирали — до 40 кВт
- Масса классификатора без электродвигателя — до 60 т
- Габаритные размеры: длина — до 17000 мм, ширина — до 7100 мм, высота — до 9000 мм

## Применение
- Разделение измельченных руд чёрных, цветных металлов и аналогичных материалов по крупности и плотности
- Обесшламливание строительных песков
- Обезвоживание пульп

## Рабочие инструменты
- Корыто
- Валы
- Спирали
- Питающий жёлоб
- Упорные подшипники
- Привод
- Подъёмное устройство
- Сливной жёлоб

## Классификация
- Спиральные классификаторы с непогруженными спиралями
- Спиральные классификаторы с погруженными спиралями